# Larissa Iwanowna Kronberg
Larissa Iwanowna Kronberg, auch Larissa Kronberg-Sobolewskaja und Larissa Sobolewskaja (russisch Лариса Ивановна Кронберг; 23. Mai 1929 in Pensa, Sowjetunion – 23. April 2017 in Moskau, Russland), war eine russisch-sowjetische Schauspielerin und Agentin des KGB.

## Leben
Kronberg wurde 1929 in Pensa als Tochter eines Soldaten geboren. Sie zog mit ihrem Vater zunächst nach Ufa, ihren Abschluss machte sie in Podolsk. Ihre Schauspielausbildung begann sie 1948 bei Sergei Gerassimow und seiner Frau Tamara Makarowa am Staatlichen All-Unions-Institut für Kinematographie. Sie unterbrach ihre Ausbildung, als sie einen Georgier heiratete und einen Sohn bekam, und nahm den Nachnamen Sobolewskaja an. Ihr einziges Kind wurde später drogenabhängig und starb jung. Kronbergs Ehe wurde vor ihrem 30. Lebensjahr wieder geschieden, 1954 schloss sie ihre Schauspielausbildung erfolgreich ab. Nach ihrem Abschluss war sie bis 1983 für Mosfilm tätig.
Bei den Internationalen Filmfestspielen von Cannes 1955 erhielt Kronberg für ihre Rolle als Sina Iwanowa als Teil des Gesamtensembles in Iossif Cheifiz’ Eine große Familie (Большая семья) den Preis als beste Darstellerin.
Bekannt wurde Kronberg zudem durch die Beteiligung an einer im Jahr 1958 durch das KGB inszenierten Honeytrap, um den französischen Diplomaten Maurice Dejean zu einer Zusammenarbeit zu erpressen. Unter dem Decknamen Lora näherte sie sich ihm, erzählte ihm von ihrem grausamen Ehemann, der als Geologe auf Forschungsreisen in Sibirien unterwegs sei, und begann eine Beziehung mit ihm. Kronberg sorgte dafür, dass ihr vermeintlicher Ehemann, der ebenfalls ein KGB-Agent war, in ihre Wohnung einbrach und sie im Bett mit Dejean ertappte.
Sie war ab Anfang der 1960er-Jahre mehrere Jahre lang mit dem siebeneinhalb Jahre jüngeren Schachweltmeister Michail Tal liiert, während er in Moskau lebte und noch mit seiner ersten Frau, Sally Landau, verheiratet war.
Kronberg galt als humorvolle und lebensfrohe Persönlichkeit, rauchte und trank viel. Ihre letzten Jahre verbrachte sie alleine und zurückgezogen in einer Wohnung in Moskau, wo sie am 23. April 2017 nach längerer Krankheit starb.

## Filmographie
- 1954: Eine große Familie
- 1955: Zvezdy na krylyakh
- 1956: Poseyali devushki lyon
- 1957: Liebe und Examensnöte
- 1958: Feuriges Blut
- 1958: Das Mädchen mit der Gitarre
- 1960: Russkiy suvenir
- 1962: Noch bez miloserdiya
- 1966: Vystrel
- 1969: Kleiner Kranich
- 1971: Molodye
- 1974: Vozvrata net
- 1975: Harsnatsun hyusisits
- 1977: Priekhali na konkurs povara…
- 1978: Inkognito aus Petersburg
- 1978: Tryasina
- 1979: Zavtrak na trave
- 1981: Nemukhinskiye muzykanty
- 1983: Wer klopft an meine Tür?
- 1984: Smert na vzlyote
- 1986: Salon krasoty
- 1986: Vykup
- 1987: Veruyu v lyubov
- 1987: Litsom k litsu
- 1987: Ssuda na brak
- 1987: Proshchay, shpana zamoskvoretskaya
- 1991: Prestuplenie lorda Artura